# Min (jazyk)
Min (čínsky v českém přepisu min jü, pchin-jinem mǐn yǔ, znaky zjednodušené 闽语, tradiční 閩語) je čínský jazyk, nebo spíše skupina jazyků, kterou mluví přibližně 70 milionů lidí v provincii Fu-ťien v jihovýchodní Číně, dále na severovýchodě provincie Kuang-tung, na jihu provincie Če-ťiang, na části ostrova Chaj-nan a na Tchaj-wanu. Název pochází od řeky Min-ťiang, která protéká provincií Fu-ťien.
Min je obvykle charakterizován jako jeden ze sedmi až deseti čínských jazyků, také nazývaných jako dialekty (viz článek čínština), ale v jejich rámci dosahuje největšího stupně rozrůzněnosti, což je způsobeno neprostupným a hornatým terénem Fu-ťienu a okolních oblastí. Obsahuje také velké množství archaismů starších než střední čínština, které se v ostatních dialektech nedochovaly. Jednotlivá „nářečí“ (útvary) min používaná v jednotlivých okresech si často nejsou vzájemně srozumitelná. V horách západního Fu-ťienu si často nejsou vzájemně srozumitelná ani nářečí sousedních vesnic.

## Podskupiny

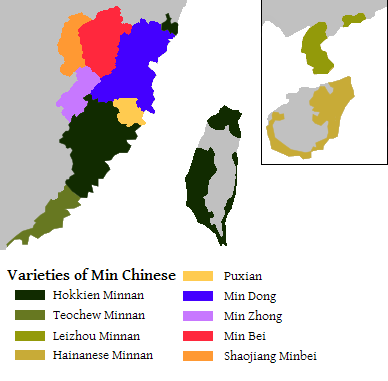
Mapa hlavních podskupin minu

Rozdělení na podskupiny se liší v závislosti na přístupu lingvistů. Někteří považují za nejvýznamnější dělení na severní a jižní min, zatímco jiní preferují jako hlavní dělení na pobřežní a vnitrozemský min. Pan (1963) dělí min na pobřežní a vnitrozemský na základě odlišného vývoje znělých a neznělých laterálních souhlásek.
Pobřežní min:
- Jižní min (čínsky v českém přepisu min-nan, pchin-jinem mǐnnán)
  - Hokkien – jazyky této skupiny jsou si do velké míry vzájemně srozumitelné
    - Amoyský dialekt – používá se kolem města Sia-men (v amoyském dialektu vyslovováno jako Amoy). V 19. a na počátku 20. století kvůli obchodním kontaktům studovali Evropané tento jazyk častěji než kterýkoli jiný čínský jazyk. Do 70. let 20. století to byla nejprestižnější varianta hokkienu, ale od 80. let je v důsledku vzrůstu kulturního vlivu Tchaj-wanu vytlačován tchajwanským hokkienem. V Číně je však stále nejdůležitějším dialektem hokkienu.
    - Tchajwanský hokkien (tchajwanština) – je mateřským jazykem přibližně 70% obyvatel Tchaj-wanu. Etnická skupina, která tímto jazykem mluví, se nazývá Hoklo.

  - Teochew – mluví se jím ve východním Kuang-tungu. Není příliš srozumitelný s amoyským dialektem.
  - Lejčouský min – poloostrov Lej-čou (někdy vydělován jako samostatná skupina v rámci minu)
  - Chajnanština – ostrov Chaj-nan (někdy vydělována jako samostatná skupina v rámci minu)
- Pchusienský min (čínsky v českém přepisu pchu-sien chua, pchin-jinem púxiān huà) – název je kombinací názvu města Pchu-tchien a okresu Sien-jou. Původně patřil k jižnímu minu, ale v důsledku administrativního oddělení od oblastí hovořících jižním minem během dynastie Sung došlo k ovlivnění východním minem.
- Východní min (čínsky v českém přepisu min-tung, pchin-jinem mǐndōng)
  - Fučouský dialekt – mluví se jím v okolí Fu-čou, hlavního a největšího města Fu-ťienu. Je to prestižní dialekt východního minu.

Vnitrozemský min:
- Centrální min (čínsky v českém přepisu min-čung, pchin-jinem mǐnzhōng) – prefektura San-ming
- Severní min (čínsky v českém přepisu min-pej, pchin-jinem mǐnběi) – prefektura Nan-pching
  - Šaoťiangský dialekt – severozápadní Fu-ťien, silný vliv hakky a kanu (někdy považován za součást hakky)

## Písmo
Dialekty Min nelze dobře zapsat čínskými znaky, protože mají odlišnou gramatiku i slovní zásobu od standardní čínštiny. Tento problém by se dal vyřešit jedině vytvořením nových speciálních čínských znaků, ale ačkoli byly některé vytvořeny, proces standardizace nezašel nijak daleko. Proto zápis standardními čínskými znaky nereprezentuje věrně skutečnou řeč, ale je to směs dialektu a standardních čínských tvarů. To kontrastuje s jiným dialektem, kantonštinou, která se dočkala podstatně většího literárního rozvoje.
Proto se pro zápis jazyků min používá latinka, respektive abecedy vyvinuté křesťanskými misionáři v 19. století. Jednou z nich je tzv. církevní romanizace (anglicky Church Romanization, čínsky pchin-jinem Jiaohui Luomazi, znaky 教會羅馬字). Mluvčí jižního minu používají Pe̍h-ōe-jī (POJ) a mluvčí východního minu používají Bàng-uâ-cê (BUC). Existují také dvě jazykové verze Wikipedie v dialektech min: jihominská Wikipedie a východominská Wikipedie. Jihominská (minnanská) Wikipedie používá tchajwanský hokkien a je psána v Pe̍h-ōe-jī. Východominská (mintungská) Wikipedie používá fučouský dialekt a je psána v Bàng-uâ-cê.